# Puerto Asís
Puerto Asís är en kommun och stad i Colombia.   Den ligger i departementet Putumayo, i den sydvästra delen av landet, 500 km sydväst om huvudstaden Bogotá. Antalet invånare i kommunen är 55 759.
Centralorten hade 29 217 invånare år 2008.